# One Love (canción de Arashi)
«One Love» es el vigesimosegundo sencillo de la banda japonesa Arashi que fue lanzado el 25 de junio de 2008. El sencillo fue lanzado en dos ediciones una edición normal que contiene versiones en karaoke de las canciones del sencillo y una edición limitada que contiene solo la canción que da título al sencillo y un DVD del video musical. Las dos versiones también tienen portadas diferentes. El sencillo fue usado como tema principal de la película Hana Yori Dango Final donde el miembro del grupo Jun Matsumoto era el protagonista.

## Información del sencillo

### "One Love"
- Letras por: Youth Case
- Compuesto por: Yuusuke Katou
- Arreglado por: Tomoo Ishiduka

### "How to Fly"
- Letras por: Unite
- Compuesto por: Anderz Wrethov / R.P.P.
- Arreglado por: Taku Yoshioka

## Lista de pistas
- Edición Normal Lista de pistas

| Pista # | Título de pistas                | Duración |
| ------- | ------------------------------- | -------- |
| 1       | "One Love"                      | 4:49     |
| 2       | "How to Fly"                    | 3:51     |
| 3       | "One Love" (Original Karaoke)   | 4:49     |
| 4       | "How to Fly" (Original Karaoke) | 3:49     |

- Edición Limitada Lista de pistas

| Pista # | Título de pistas                                  | Duración |
| ------- | ------------------------------------------------- | -------- |
| 1       | "One Love"                                        | 4:49     |
| 2       | "Final Remix feat. Wish Love So Sweet & One Love" | 4:52     |

- Edición Limitada DVD Lista de pistas

| Pista # | Título de pista | Duración |
| ------- | --------------- | -------- |
| 1       | "One Love"      | "TBD"    |

## Presentaciones en vivo
1. 06/20 - Music Station
2. 06/26 - Utaban
3. 06/27 - Hana Yori Dango Final Special (TBS)
4. 07/07 - Hey! Hey! Hey!
5. 07/20 - Shounen Club Premium (NHK)
6. 08/17 - Music Lovers
7. 12/03 - FNS
8. 12/15 - Hey! Hey! Hey!
9. 12/16 - Best Artist
10. 12/26 - Music Station Super Live
11. 12/31 - Johnny's Countdown Live

## Ventas
One Love debutó en el primer puesto de lista Oricon daily singles con un índice total de ventas 74 610 (130 568 copias vendidas) y en su primera semana vendió más de 300 000 copias. One Love es certificado con disco doble de platino por el envío de 500 000 copias por la RIAJ El sencillo ligado "Love So Sweet" en términos de número de semanas consecutivas en el Top 10, con 5 antes de caer hasta el puesto 14 en su sexta semana en la lista. El sencillo llegó al segundo lugar en la clasificación diaria en su séptima semana y terminó quinto en el ranking de la semana. El sencillo logró un total de ocho semanas en el Top 10, más que cualquier sencillo de Arashi y un total de once semanas en el Top 30. Es el segundo sencillo más vendido de 2008 en Japón, detrás de su sencillo, "Truth/Kaze no Mukō e"

### Lista de ventas Oricon (Japón)
| Lanzamiento         | Lista                        | Posición Máxima | Ventas Totales |
| ------------------- | ---------------------------- | --------------- | -------------- |
| 25 de junio de 2008 | Oricon Daily Singles Chart   | 1               | 130 567        |
| 2 de julio de 2008  | Oricon Weekly Singles Chart  | 1               | 313 976        |
| Julio de 2008       | Oricon Monthly Singles Chart | 1               | 408 385        |
| Diciembre de 2008   | Oricon Yearly Singles Chart  | 2               | 524 269        |

Ventas totales hasta ahora: 563 312 (Hasta el 02/09/2009)

### Listas de Billboard (Japón)
| Lanzamiento         | Lista            | Posición Máxima |
| ------------------- | ---------------- | --------------- |
| 25 de junio de 2008 | Hot 100          | 1               |
| 25 de junio de 2008 | Hot 100 Airplay  | 4               |
| 25 de junio de 2008 | Hot Single Sales | 1               |